# Future of the Left
Future of the Left es una banda de rock alternativo de Cardiff, Gales.
Se formó a mediados del año 2005 por Andy "Falco" Falkous (cantante y guitarrista) y Jack Eggleston (batería) de la banda Mclusky, junto con Kelson Mathias (cantante y bajista) del grupo Jarcrew.

## Discografía

### Álbumes
| Año  | Detalles del Disco                                                                     |
| ---- | -------------------------------------------------------------------------------------- |
| 2007 | Curses - Lanzamiento: 24 de septiembre de 2007 - Discográfica: Too Pure                |
| 2009 | Travels with Myself and Another - Lanzamiento: 22 de junio de 2009 - Discográfica: 4AD |

### Álbumes en directo
| Año  | Detalles del Disco |
| ---- | --- |
| 2009 | Last Night I Saved Her From Vampires - Grabación: Clwb Ifor Bach y London Water Rats en agosto de 2008 - Discográfica: 4AD |

### Sencillos
- Fingers Become Thumbs" / "The Lord Hates A Coward, 29 de enero de 2007, Too Pure

1. Fingers Become Thumbs
2. The Lord Hates A Coward
3. The Fibre Provider

- adeadenemyalwayssmellsgood, 4 de junio de 2007, Too Pure

1. Adeadenemyalwayssmellsgood
2. March of the Coupon Saints

- Small Bones Small Bodies, 10 de septiembre de 2007, Too Pure

1. Small Bones Small Bodies
2. The Big Wide O
3. I Need To Know How To Kill A Cat

- Manchasm, 8 de abril de 2008, Too Pure

1. Manchasm
2. Suddenly It's A Folk Song
3. Sum Of All Parts

- The Hope That House Built, 16 de marzo de 2009, 4AD

1. The Hope That House Built
2. I Have Four Names

- Stand By Your Manatee / Preoccupation Therapy

### Recopilaciones
Small Bones Small Bodies - 2000 Trees - Cider Smiles Vol.1
- Lanzamiento: junio de 2008
- Discográfica: Hide and Seek Records

## Miembros

### Actuales
- Andy "Falco" Falkous - Voz/Guitarra/Teclados (2005-)
- Jack Egglestone - Batería (2005-)
- Jimmy Watkins - Guitarra/Voz (2010-)
- Julia Ruzicka - Bajo/Voz/Teclado (2010-)

### Antiguos
- Steven Hodson - Bajo en directo/Voz/Teclado (2010)
- Kelson Mathias - Bajo/Voz/Teclado (2005–2010)
- Hywel Evans - Guitarra (2005)